# Illex illecebrosus
Illex illecebrosus är en bläckfiskart som först beskrevs av Charles Alexandre Lesueur 1821.  Illex illecebrosus ingår i släktet Illex och familjen Ommastrephidae. Inga underarter finns listade i Catalogue of Life.

## Bildgalleri

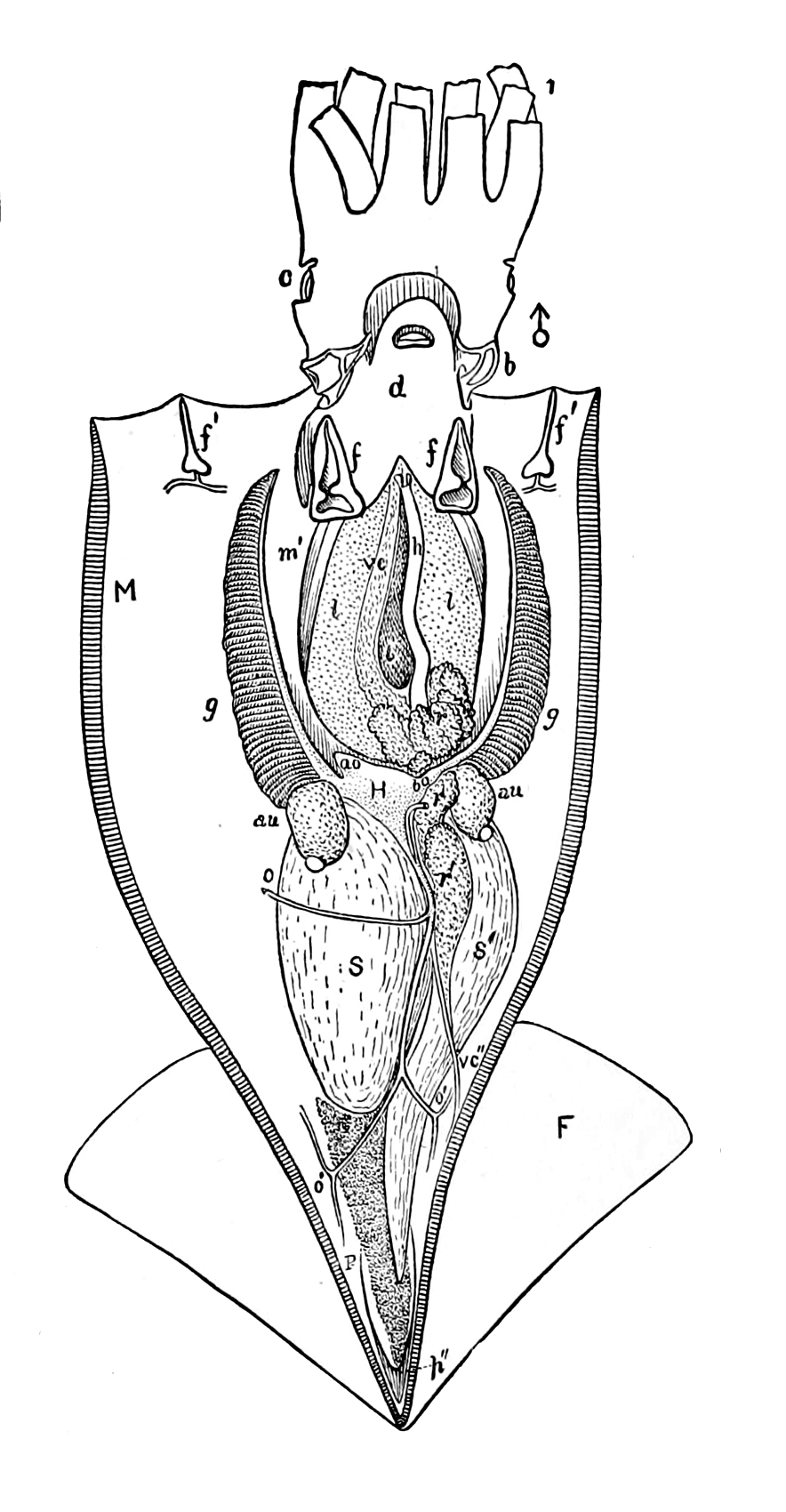
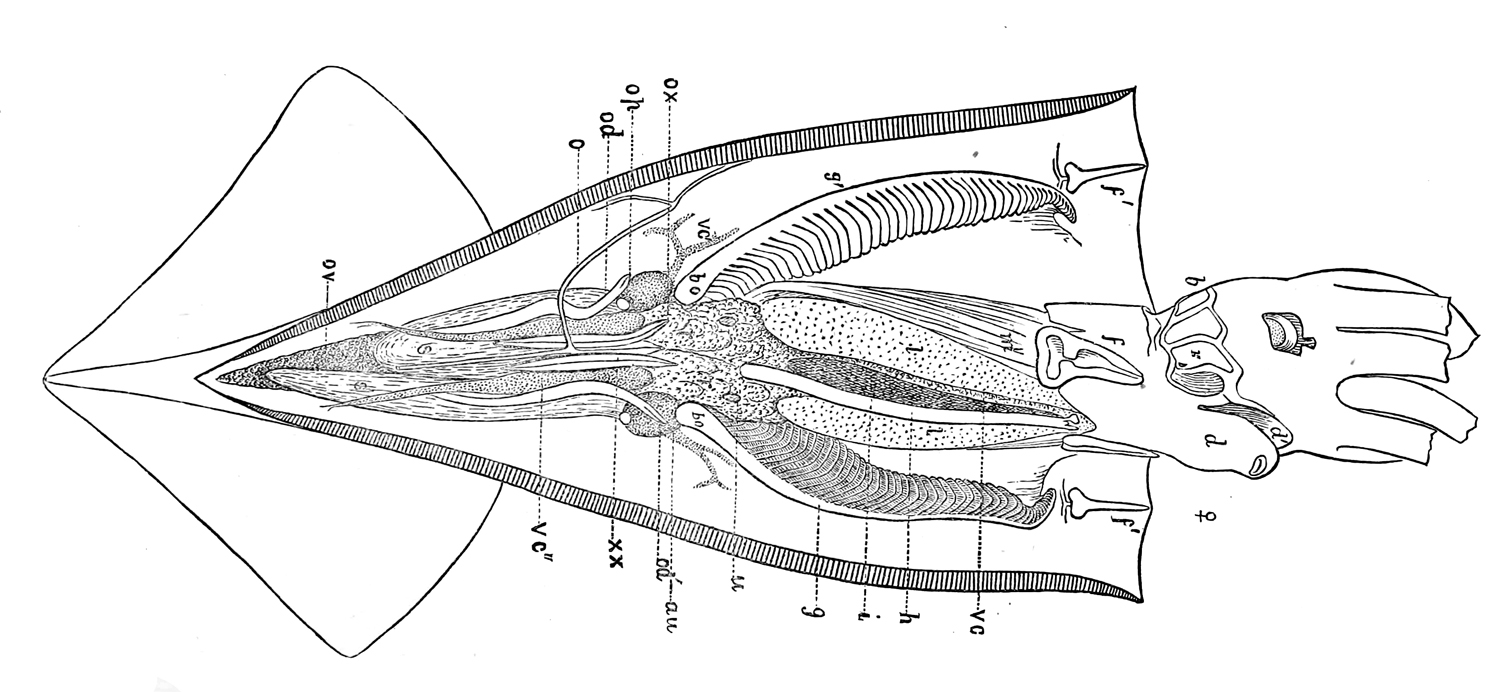
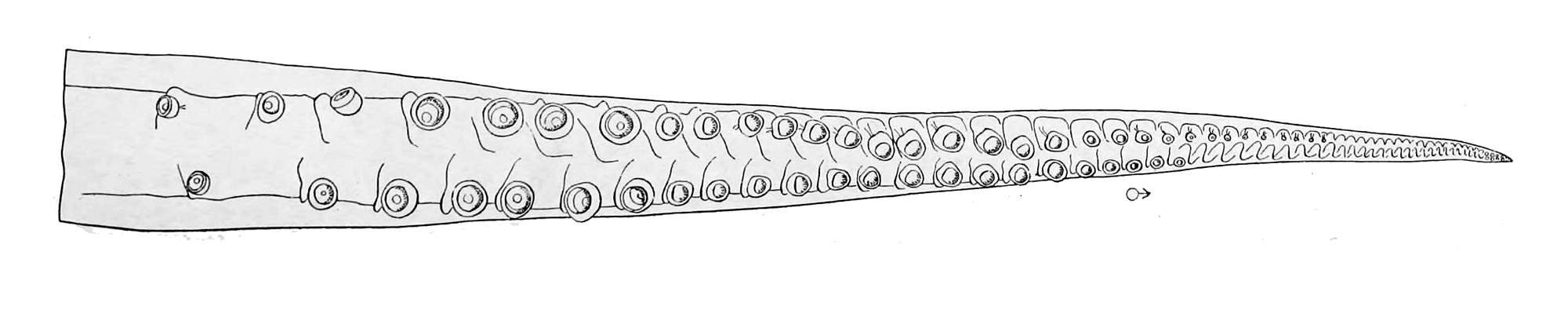
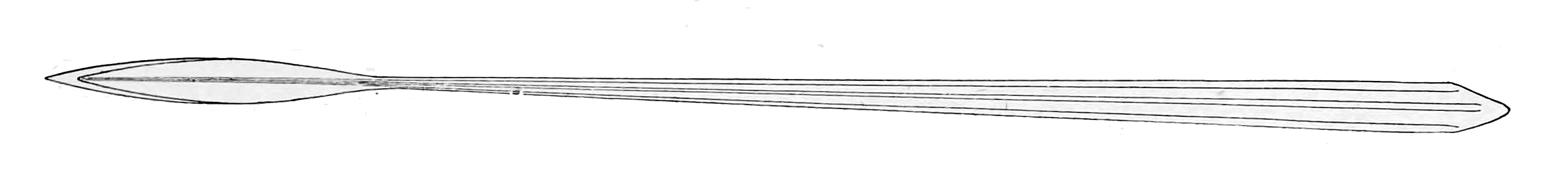
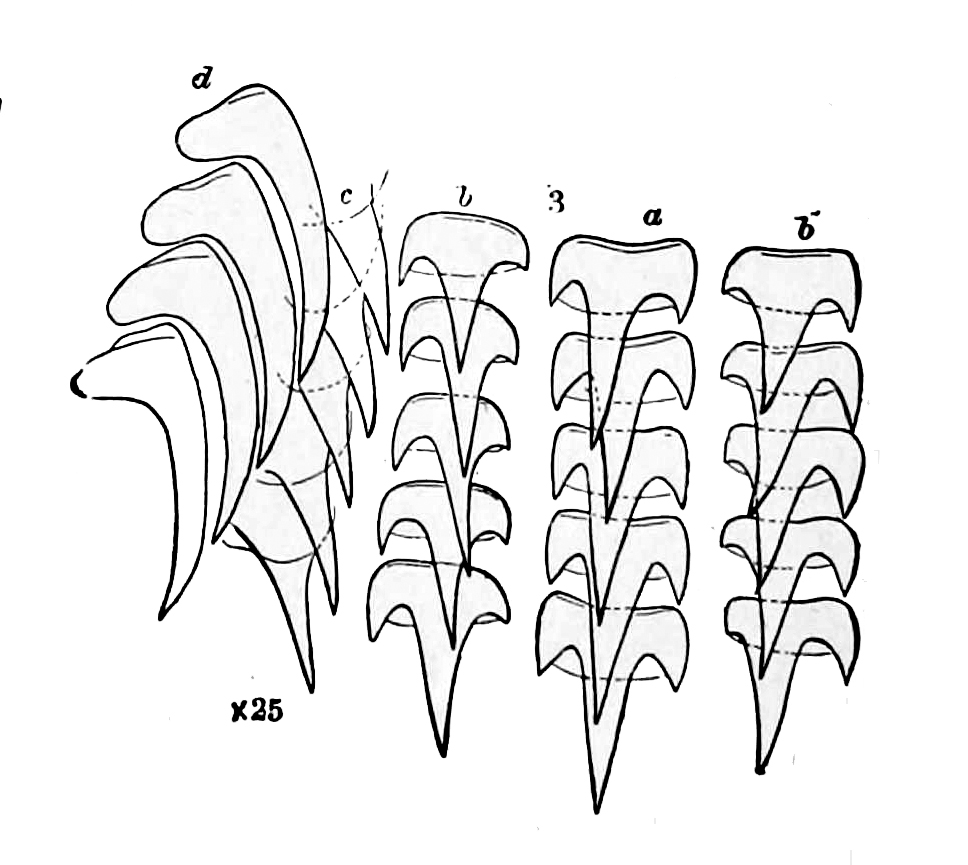
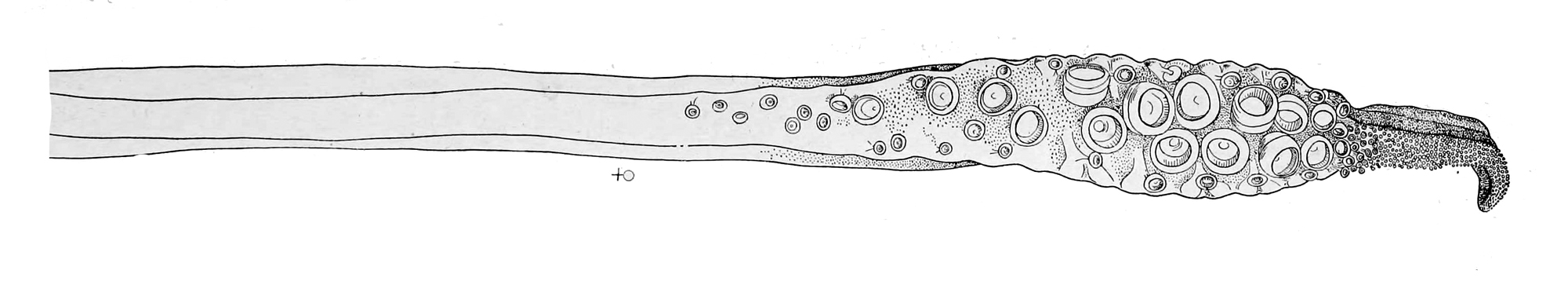